# Bubenbach (Wüstung)
Koordinaten: 51° 1′ 46″ N, 9° 51′ 27″ O
Bubenbach war ein erstmals im Jahre 1230 urkundlich bezeugtes Dorf am nördlichen Rand der heutigen Gemarkung von Rautenhausen, einem Ortsteil von Bebra im osthessischen Landkreis Hersfeld-Rotenburg.

## Lage
Das kleine Dorf lag etwa 1,75 km ostnordöstlich von Rautenhausen im Richelsdorfer Gebirge am Cornberger Wasser und am Fuß des Großen Bärenkopfs (413 m) im schmalen Talgrund beim heutigen Forsthaus, unmittelbar nördlich bzw. östlich der Fulda-Werra Wasserscheide.  Unmittelbar westlich der ehemaligen Ortslage verlaufen die Bundesstraße 27 zwischen Bebra und Sontra und die Bahnstrecke Bebra–Göttingen, die im 718 m langen Cornberger Tunnel wenige hundert Meter westsüdwestlich die Wasserscheide unterquert.  Etwa 100 m nordöstlich liegt der ehemalige Personenbahnhof Cornberg.

## Geschichte
In Bubenbach, das zu dieser Zeit also bereits eine bestehende Siedlung war, ließ sich um 1220 eine Gruppe von Beginen nieder.  Sie unterstellten sich im Jahre 1230 dem Abt und Konvent der Reichsabtei Hersfeld und den Regeln der Benediktinerinnen.  Ihre Niederlassung wurde in der Folge als Kloster Sankt Nikolai bezeichnet, ohne dass jedoch eine echte Klosteranlage in Bubenbach gebaut worden wäre.  Die kleine Dorfkirche diente offensichtlich auch den Nonnen.  Im Jahre 1296 zogen die Nonnen in das 1292–96 für sie neu errichtete, nur 1,5 km weiter nördlich gelegene Kloster Cornberg um.
Die Pestepidemie von 1348/49, der Schwarze Tod, dezimierte die Bevölkerung von Bubenbach, und die meisten Überlebenden wanderten in den folgenden Jahren ab.  Bereits 1363 und 1366 wurde der Ort lediglich noch als Hof bezeichnet.  Die Nikolauskirche wurde nur noch als Wallfahrtskirche genutzt, wurde noch um 1500 als solche genannt, verschwand aber dann um 1600.  1525 wurde der Ort als „die wustenung, gnant zu s. Claus zu Boymbach“ bezeichnet.
Bei Grabungen im 20. Jahrhundert wurden Mauersteine, Ziegel, menschliche Skelette und die Reste einer kleinen Kirche gefunden.  Reste einer Klosteranlage sind bisher nicht nachgewiesen.